# Tučapy (Vyškovi járás)
Tučapy település Csehországban, Vyškovi járásban. Tučapy Rostěnice-Zvonovice, Habrovany, Nemojany, Komořany és Podbřežice településekkel határos. Lakosainak száma 624 fő (2024. január 1.).

## Népesség
A település lakosságának változását az alábbi diagram mutatja:
| Lakosok száma | 655  | 648  | 749  | 697  | 618  | 484  | 560  | 590  | 594  | 624  |
|               | 1869 | 1890 | 1921 | 1950 | 1980 | 2001 | 2017 | 2019 | 2022 | 2024 |